# Una Tuba
Una Svetlana Tuba (ur. 28 września 1994) – serbska zapaśniczka walcząca w stylu wolnym. Dziewiętnasta na mistrzostwach Europy w 2012. Srebrna medalistka mistrzostw śródziemnomorskich w 2014. Trzecia na ME juniorów w 2011. Występuje również w grapplingu i zapasach plażowych, medalistka MŚ i ME.